# جلا هشام
جلا محمد هشام علي شعبان ممثلة مصرية شابة ولدت في 4 أكتوبر 1994 في القاهرة شاركت في العديد من الأعمال في مصر

## أعمالها
- ولاد الشمس (2025)
- دواعي السفر (2024)
- الأصلي (2023)
- راجعين يا هوى (2022)
- منعطف خطر (2022)
- إلا أنا ج2 (2021)
- خلي بالك من زيزي (2021)
- موسى (2021)
- نجيب زاهي زركش (2021)
- نمرة اتنين (2020)
- لمس أكتاف (2019)
- أبو البنات (2019)

## وصلات خارجية
- جلا هشام على موقع IMDb (الإنجليزية)
- جلا هشام على موقع الدهليز
- جلا هشام على موقع قاعدة بيانات الأفلام العربية